# Gobierno Interino Nacional del Cáucaso Suroccidental
El Gobierno Interino Nacional del Cáucaso Suroccidental (en turco: Güneybatı Kafkasya Geçici Hükûmeti, en turco otomano: Cenub-i Garbi Kafkas Hükûmeti Muvakkate-i Milliyesi) fue una administración transitoria, con sede en la ciudad turca de Kars, establecida por el Imperio otomano el 17 de abril de 1918, unos días después de que el ejército imperial otomano recuperara Batumi, de la República de Transcaucasia, en la Primera Guerra Mundial.  
Tras el armisticio de Mudros (11 de noviembre de 1918) que pone fin a la guerra entre el Imperio y los Aliados, se acuerda que los británicos ocuparan la zona y los otomanos se retiraran. La administración quedó disuelta en enero de 1919 con la llegada de los británicos.

## Historia

#### Establecimiento
Los términos del Armisticio de Mudros firmado el 30 de octubre de 1918 por los aliados y los otomanos exigían que las fuerzas armadas del Imperio Otomano se retiraran de todo el territorio perteneciente a Rusia en el Cáucaso y regresaran al oeste de la frontera anterior a la guerra con Rusia. El 4 de diciembre de 1918, las fuerzas otomanas se habían retirado hasta la antigua frontera con Rusia anterior a 1877, pero retrasaron la salida del Óblast de Kars dos meses más.
Este retraso tuvo el efecto de dar tiempo para establecer un gobierno provisional pro-turco para resistir la esperada incorporación de la provincia históricamente armenia a la República Democrática de Armenia proclamada en mayo de 1918. Se formaron "Consejos Islámicos Nacionales" en los principales centros de población de Kars (Oltu, Kağızman, Iğdır, Sarıkamış, Ardahan y la propia Kars – así como en asentamientos en territorios contiguos donde había poblaciones de habla turca o musulmana (incluidos Akhalkalaki, Akhaltzikhe y Batumi).